# Chlorociboria colubrosa
Chlorociboria colubrosa är en svampart som beskrevs av P.R. Johnst. 2005. Chlorociboria colubrosa ingår i släktet grönskålar, ordningen disksvampar, klassen Leotiomycetes, divisionen sporsäcksvampar och riket svampar.   Inga underarter finns listade i Catalogue of Life.